# Granulodiplodia
Granulodiplodia es un género de hongos en la familia Botryosphaeriaceae. Este género contiene seis especies.

## Especies
- Granulodiplodia abnormis
- Granulodiplodia adelinensis
- Granulodiplodia granulosa
- Granulodiplodia granulosella
- Granulodiplodia megalospora
- Granulodiplodia stangeriae